# Intel 850

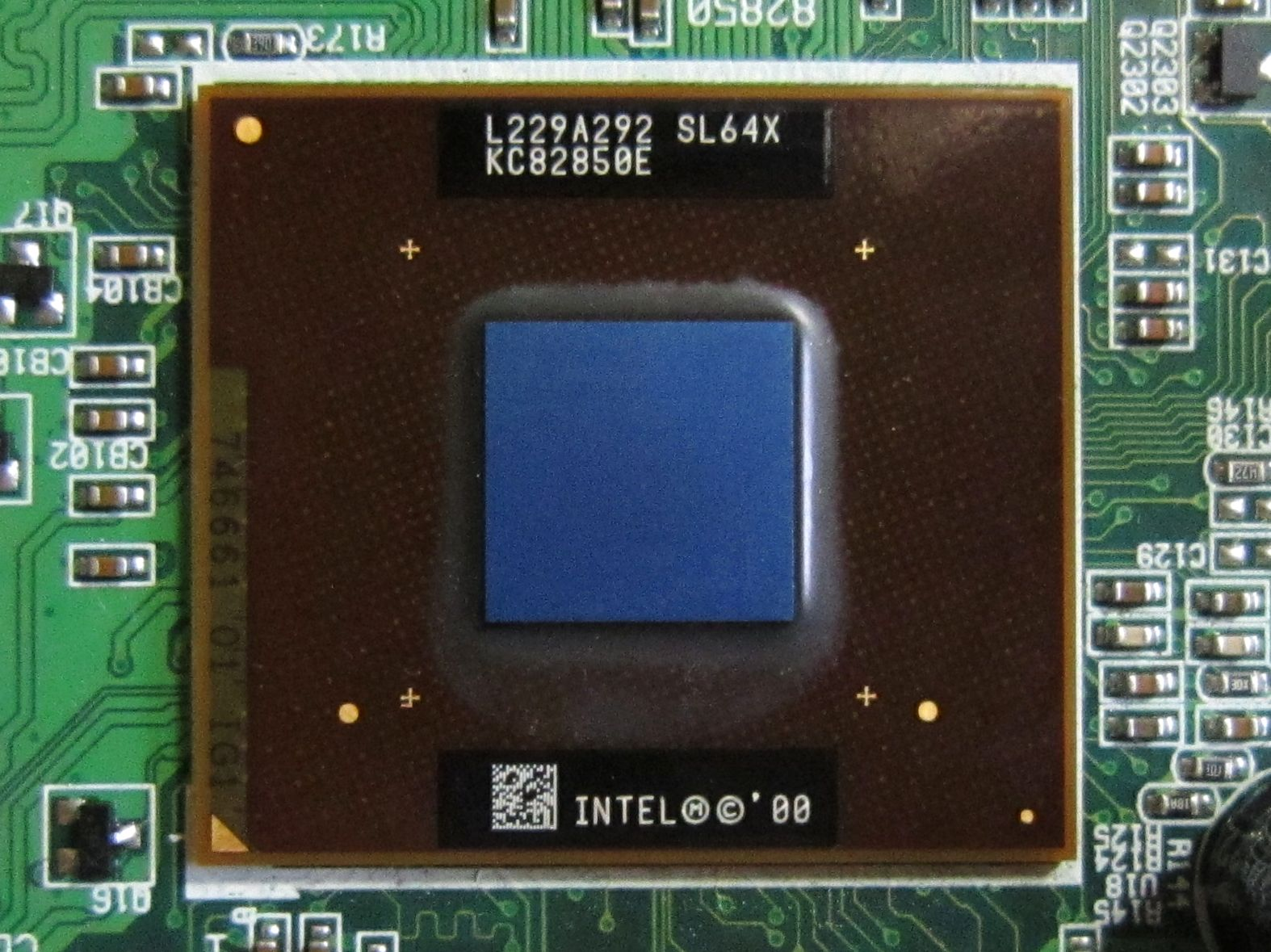
Intel 850E MCH

El Intel 850 fue el primer conjunto de chips disponible para el procesador Pentium 4 y se lanzó simultáneamente en noviembre de 2000. Consta de un concentrador de controlador de memoria 82850 y un concentrador de controlador de E/S 82801BA.
El chips supera al conjunto de chips AMD 760 con el FSB de 266 MHz. A pesar de usar RDRAM costosa de alto rendimiento, el rendimiento fue bajo en el mejor de los casos. A principios de 2002, el chip fue reemplazado por el Intel 845, que usaba SDRAM o DDR SDRAM más lento pero mucho menos costoso.

## Características
- CPU Socket 423 o Socket 478 compatible con FSB de 400 MHz[1]
- Admite CPU P4 a 1,3 GHz o más rápido[2]
- Cuatro ranuras PC800 RDRAM compatibles con ECC
- Admite hasta 2 GB de memoria.
- Ranura AGP 4X

## MCH
El MCH Intel 82850 admite RDRAM de dos canales como memoria principal. Los RIMM que se pueden utilizar son PC600 o PC800 de 16 bits. PC700 no se puede utilizar. En la versión de cambio menor de Intel 850E, también está a la venta una placa base compatible con RIMM de 32 bits. 
A diferencia de Intel 820 y conjuntos de chips compatibles con DDR SDRAM de doble canal posteriores, no puede funcionar en un solo canal. Por lo tanto, cuando se utiliza un RIMM de 16 bits, es necesario instalar dos o cuatro RIMM de la misma capacidad y velocidad y usarlos en doble canal (un RIMM de 32 bits puede funcionar con uno). Además, dado que es necesario instalar un módulo ficticio llamado C-RIMM en el zócalo de memoria que no tiene instalado RIMM, muchas placas base incluyen C-RIMM.
Está conectado a la CPU por FSB que opera en QDR. Los primeros modelos solo admitían 400 MHz, pero con la introducción de la versión FSB de 533 MHz de Pentium 4, Intel 850E admite el funcionamiento a 533 MHz.
Admite ranuras AGP 4x compatibles con AGP 2.0 para gráficos, pero no tiene gráficos integrados.
Además, a pesar de ser un conjunto de chips de alto rendimiento, no es compatible con la función SMP. Esto se ha seguido en conjuntos de chips de rendimiento posteriores.
La serie 82850 se suministró en el paquete FC-BGA (Flip Chip Ball Grid Array Package) fabricado de acuerdo con la regla de proceso de 0,13 μm. El Intel 850 fue el primer conjunto de chips Intel suministrado por FC-BGA, por lo que se dijo que parecía un núcleo de Coppermine cuando apareció por primera vez.

## Intel 850E
Con el conjunto de chips Intel 850E, se ha agregado compatibilidad con PC1066 RDRAM y compatibilidad con bus frontal (FSB) de 533 MHz.